# Рафес Мойсей Григорович
Рафе́с Моше (Мойсе́й Григорович) (1883, Вільно — 1942, Комі АРСР), єврейський політичний діяч, один з керівників партії Бунд в Україні. Кандидат у члени ЦК КП(б)У в березні — квітні 1920 р.

## Біографія
Народився в родині виноторговця. Отримав традиційну єврейську освіту в хедері, згодом навчався в початковій школі. Екстерном здав за п'ять класів гімназії. Зблизився з активістами Бунду і зайнявся партійною роботою. За деякими[яким?] джерелами, Рафес мав відношення до спроби вбивства (травень 1902 р.) Х. Леккертом віленського генерал-губернатора фон Валя (пізніше Рафес не визнавав своєї участі в цьому акті). В 1903 р. Рафес був заарештований у Вільно і шість місяців провів у в'язниці (звільнений під заставу в одну тисячу рублів). В 1906-13 рр. Рафес вів пропагандистську і організаційну роботу серед єврейських робочих Гомеля, а потім Вільно, активно співробітничав у бундівському друці (псевдоніми М. Р-с, М. Борісов, М. Вільнер і інші). В 1907 р. був делегатом 5-го (Лондонського) з'їзду РСДРП, в 1910 р. — 8-ї конференції Бунда (Львів), а на 9-й конференції (1912, Відень) був обраний членом ЦК Бунду. В квітні 1911 р. був делегатом від Вільно на Петербурзькому з'їзді представників відділень Товариства для поширення просвіти між євреями в Російській Імперії, на якому боровся за навчання на мові ідиш в єврейських народних школах. В 1913 р. був засланий владою на північ, згодом втік у Петербург, де під псевдонімом Л. Вайсенберг продовжував вести партійну роботу.
Під час Першої світової війни підтримував у соціал-демократичній партії «оборонців», прихильників, на відміну від більшовиків-«пораженців», перемогу Росії. Як член ЦК Бунду Рафес разом з Х. Ерліхом входив до Військово-промислового комітету, створеного з метою мобілізації промисловості для військових потреб. В січні 1916 р. Рафес очолював делегацію Бунді на скликаному за його ініціативі наради ОРТа. В середині 1916 р. Рафес був заарештований, звільнений після Лютневої революції 1917 р. В 1917 р. Рафес був секретарем ЦК Бунду і як один із його лідерів увійшов до виконкому Петроградського Совєта робочих і солдатських депутатів. В цей час він також вів велику підготовчу роботу по скликанню Всеросійського єврейського з'їзду. ЦК направив Рафеса в Україну, де він очолив українську бундівську організацію в Києві.
У 1917 р.- член Української Центральної Ради та Малої Ради, генеральний секретар державного контролю УНР з 13 липня по 14 серпня, член Крайового комітету для охорони революції в Україні. Запропонований і затверджений державним контролером. У липні делегація Генерального секретаріату у складі В. Винниченка, Х. Барановського і Рафеса виїхала до Петрограда для затвердження нового складу Секретаріату та «Статуту вищого управління України». Виступав проти Брестського миру. «Найзапекліший ворог самостійності України, за походженням із Прибалтійського краю, отже нічого спільного з Україною не мав»
У той період примкнув до правого крила Бунду і закликав до активної боротьби з більшовиками. Унаслідок революції в Німеччині (листопад 1918 р.) і подій визвольної війни в Україні Рафес змінив свої позиції. Він очолив ліве крило Бунду, вступив у різку полеміку з меншовиками і привів до розколу української організації, проголосивши 1 березня 1919 р. створення Комбунду. В травні 1919 разом з частиною Об'єднаної єврейської соціалістичної робочої партії (Фарейнікте) лівою фракцією Комбунд утворив Єврейський комуністичний союз (Комфарбанд) в Україні. Уже в травні 1919 р. Рафес почав публічну кампанію, направлену на дискредитацію єврейських громадських організацій, звинувативши їх в сіонізмі, націоналізмі і клерікалізмі. 4 червня 1919 р. від імені Вищого комітету Комфарбанда він подав в Народний комісаріат внутрішніх справ меморандум про необхідність термінової ліквідації всіх єврейських буржуазних громадський організацій і партій, «так як вони представляють небезпеку для радянської влади, і є агентами Антанти і імперіалізму». 12 липня 1919 Рафес фактично очолив утворену Євсекцією і ЦК Комфарбанда Ліквідаційну комісію у справах єврейських общин і громадських організацій і з особливою жорстокістю і цинізмом переслідував діячів, з якими ще недавно співробітничав. За словами Олександра Лугового, Рафес «за большевиків, на становищі голови Чека в Київі з садистичною насолодою примушував повзати перед ним на колінах жінок своїх колишних співтоваришів з уряду УНР». На хвилі цього ліворадикального екстремізму в серпні 1919 р. Комфарбанд був включений до складу Комуністичної партії України, хоча за рішенням 2-ї конференції Євсекції (червень 1919 р.) при ліквідації Комфарбандів їх члени підлягали індивідуальному прийому в комуністичну партію. Рафес був дуже активний в Євсекції, і на її 3-й конференції (липень 1920 р.) він очолював центристське крило, що виступало проти як розпуску Євсекції (пропозиція лівого крила), так і перетворення її в автономну єврейську організацію в партії, прихильники збереження, «так як вона повинна виконати важливу роль на єврейській вулиці». В період радянсько-польської війни (1920) Рафес був направлений центральним партійним керівництвом у Вільно як голова Ліквідаційної комісії.
Потім займав керівні посади у Московській раді, працював в різних урядових закладах, в тому числі в Народному комісаріаті іноземних справ (відділ Китаю). Також був співробітником Комінтерну, членом Далекосхідного бюро Виконкому Комінтерна. У 1926—1927 рр. працював в Китаї. В 1927—1928 рр. — завідувач іноземного відділу ТАРС. У кінці 1920-30-х рр. був керівником художнього відділу Радкіно, а потім Комітету по кінематографії СРСР.
Заарештований в травні 1938 р., в червні 1940 р. Військовою колегією Верховного суду засуджений до десяти років обмеження волі; загинув в таборі в Комі АРСР.

## Автор книг і статей
- «Фун ванен бакумт ді мелухе іре хахносес» («Звідки бере влада її доходи», СПб.-Вільно, 1906);
- «Ойфн швел фун дер контрреволюціє» («На порозі контрреволюції», Катеринослав, 1918);
- «Накануне падения гетманщины. Из переживаний 1918 года», Киев, 1919;
- «Два года революции в Украине. Эволюция и раскол Бунда», М., 1920;
- «Палестинский погром и палестинская идея», М., 1920;
- «Рассказ о царских розгах», М., 1922;
- «Очерки по истории Бунда», М., 1923;
- «Очерки истории еврейского рабочего движения», М.-Л., 1929;
- «Капитлен гешіхте фун Бунд. 1885—1922» («Глави історії Бунду. 1885—1922», Київ, 1929; скорочене видання рукопису в 5-ти томах; т. 1, висвітлює події 1885—1900 рр., вийшов тільки російською мовою)